# ناوکی ساندا
ناوکی ساندا (ژاپنی: 三田 尚希؛ زادهٔ ۱۶ اوت ۱۹۹۲) یک بازیکن فوتبال اهل ژاپن است.
از باشگاه‌هایی که در آن بازی کرده‌است می‌توان به باشگاه فوتبال ونریر هاچینوهه و باشگاه فوتبال ناگانو پارسیرو اشاره کرد.